# Sarmiento (Comodoro Rivadavia)
Sarmiento, también denominado Valle C, es un barrio comodorense del departamento Escalante, en la provincia del Chubut. Está localizado en la zona Valle Oeste del ejido del municipio de Comodoro Rivadavia.
Por su distancia respecto del centro del aglomerado urbano de la ciudad petrolera tiene un trato específico respecto de otros barrios comodorenses. Se halla rodeado de árboles, campos y un nuevo plan de viviendas inaugurado en 2008 por Mario Das Neves, que le da una nueva fisonomía.

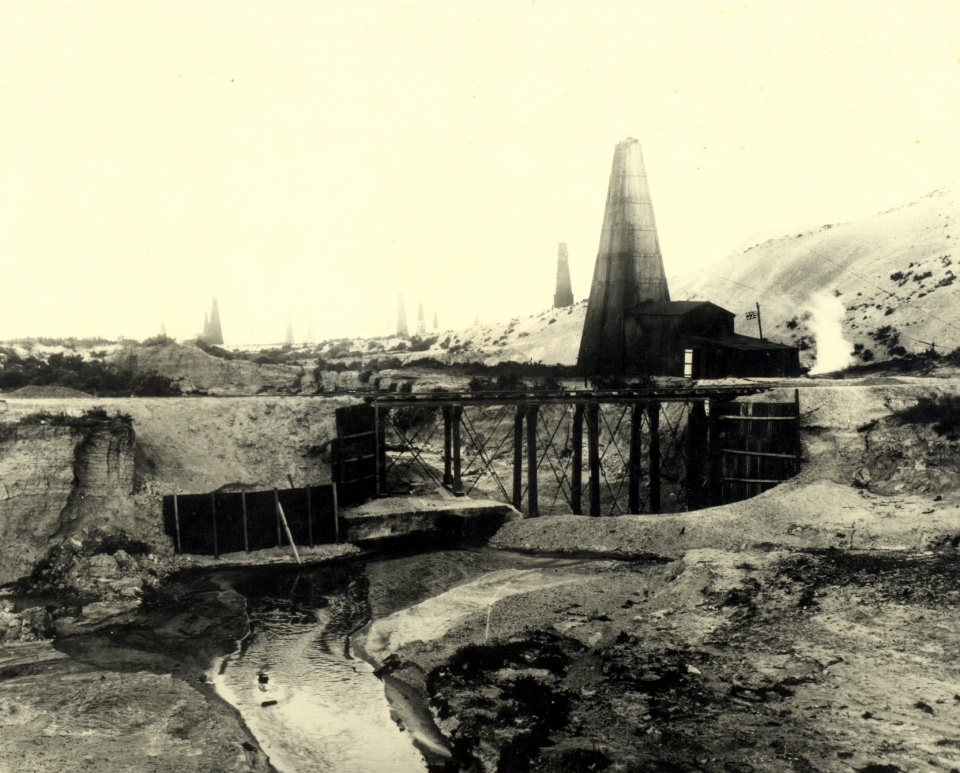
Zanjón Valle "C", torres de petróleo. El hidrocarburo corría a través de la tierra

## Descripción
El barrio se sitúa en la zona noroeste de Comodoro Rivadavia. Nació como un campamento petrolero de la ex YPF, que luego se convirtió en un pueblo, y que a posteriori fue alcanzado por la expansión de la ciudad de Comodoro Rivadavia. Hoy en día es solo un barrio, y se halla contenido en una zona que localiza a otros barrios cercanos, los cuales son Laprida, Manantial Rosales y Güemes, con el que esta casi unido y muy cercano. El barrio cuenta con una capilla, talleres mecánicos, una virgen situada en la avenida principal, una escuela y el club oficial del lugar, Oeste Juniors. Hay solo una plaza y se sitúa a lado de la cancha de Oeste.

## Enfrentamientos
Debido al fútbol Oeste Juniors tiene con su rival, el club Laprida, hechos de violencia con piedras, palos, cuchillos y armas. Estas situaciones empiezan con violencia verbal desde cualquier barrio. Otra veces le rompen los vidrios al colectivo que entra el barrio.

## Población
Cuenta con 876 habitantes (Indec, 2010), integra el aglomerado urbano Comodoro Rivadavia - Rada Tilly.

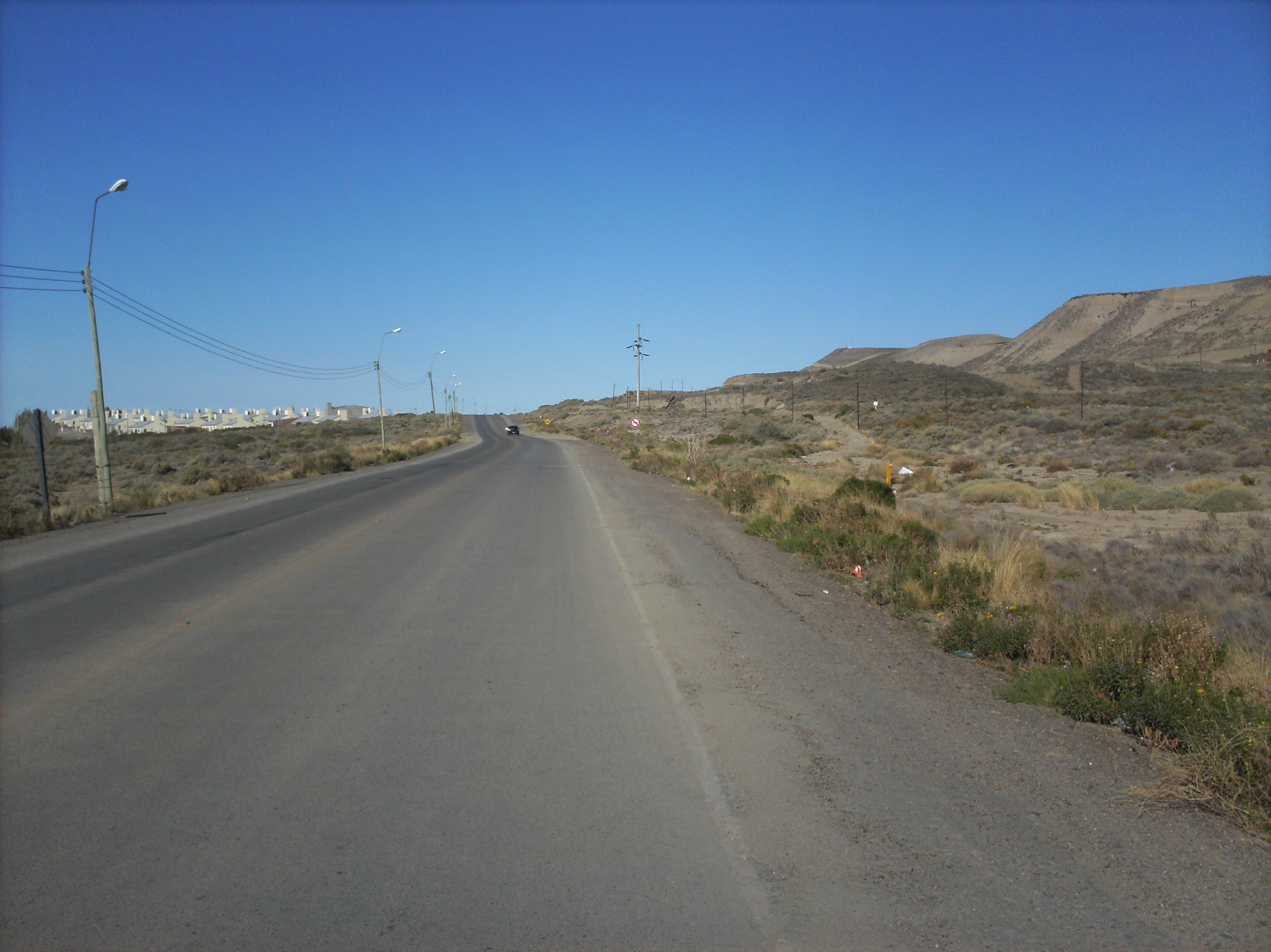
La imagen de una de las partes más nuevas del barrio, enriquecido con un plan de viviendas.

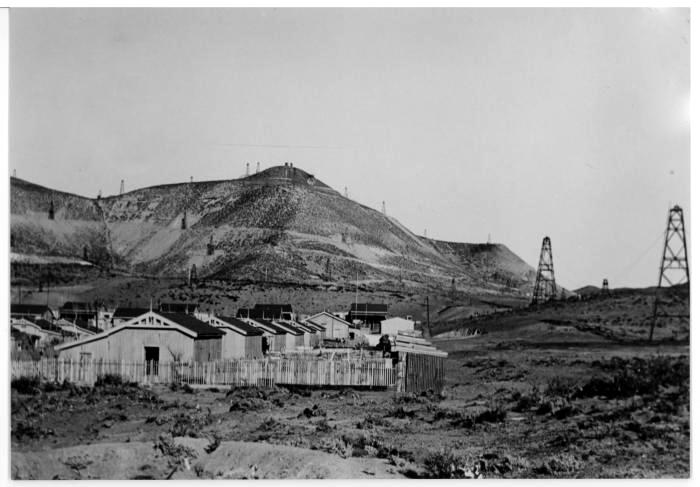
El barrio en sus inicios como campamento petrolero

| Gráfica de evolución demográfica de Sarmiento entre 2001 y 2010 |
|                                                                 |
| Fuente: Censos nacionales del INDEC                             |